# Nandraž
Nandraž – wieś (obec) na Słowacji położona w kraju bańskobystrzyckim, w powiecie Revúca. Pierwsze wzmianki o miejscowości pochodzą z roku 1318.
Według danych z dnia 31 grudnia 2012, wieś zamieszkiwało 286 osób, w tym 136 kobiet i 150 mężczyzn.
W 2001 roku rozkład populacji względem narodowości i przynależności etnicznej wyglądał następująco:
- Słowacy – 81,62%
- Czesi – 0,43%
- Romowie – 17,95%

Ze względu na wyznawaną religię struktura mieszkańców kształtowała się w 2001 roku następująco:
- Katolicy rzymscy – 38,03%
- Ewangelicy – 29,49%
- Ateiści – 26,5%
- Nie podano – 4,7%